# George Tiffin
George Edward Gower Tiffin (Londra, 1º agosto 1963) è un regista e direttore della fotografia britannico.

## Biografia
Convivente con Martha Fiennes, George ha tre figli: Titan Nathaniel (29), Hero Beauregard (27) e Mercy Jini Willow (23).
È imparentato con gli attori Ralph e Joseph Fiennes, fratelli della compagna.
Il 16 novembre 2007, è stato confermato che il giovane Hero avrebbe recitato accanto allo zio Ralph Fiennes in Harry Potter e il principe mezzosangue, interpretando Lord Voldemort da piccolo. Nel 2008, inoltre, Mercy ha recitato nel film La duchessa con Keira Knightley, interpretando Georgiana da piccola.